# Ouzellaguen
Ouzellaguen ou Ifri Iouzellaguen (em árabe: أوزلاقن) é uma comuna localizada na província de Bugia, no norte da Argélia. Segundo o censo de 2008, a população total da cidade era de 22 719 habitantes.